# 路楷
路楷（1522年—？），字子中，號鳳岡，山東兗州府東平州汶上縣人，民籍，明朝政治人物。

## 生平
嘉靖二十二年（1543年）癸卯科山東鄉試第八名舉人。嘉靖二十九年（1550年）中式庚戌科會試第六十三名，三甲第一百二十六名進士。授揚州府推官，調歸德府推官，擢任監察御史，巡按宣大。嘉靖三十六年（1557年），严世蕃遣路楷和宣大总督杨顺羅織罪名，誅殺沈鍊。同年十月因受贿被逮治，三十七年闰七月降为边方杂职。後升户部主事，四十二年二月考察以贪污降调。累升知府。

## 家族
曾祖路寬，贈通議大夫都察院右副都御史 加贈兵部左侍郎；祖父路明，封兵部主事 贈通議大夫都察院右副都御史 加贈兵部左侍郎；父路迎，兵部尚書。前母李氏（贈安人 加贈淑人）；鄭氏（封安人 加封淑人）。严侍下。兄路栻。弟路柱（监生）、路槐（贡士）、路桂（官生）、路楩（官生）。